# Devon Saddler
Devon Saddler (Aberdeen, 10 maggio 1991) è un ex cestista statunitense naturalizzato bielorusso.

## Carriera

### Club
Trascorre i quattro anni del college all'Università del Delaware, in NCAA concludendo con una media di 17,9 punti in 124 partite totali. Il 4 agosto 2014 firma il suo primo contratto da professionista in Serie A2 con la Fulgor Omegna, concludendo la stagione al 10º posto e segnando 17 punti di media. Il 31 agosto 2015 firma un contratto di due mesi con il Cibona di Zagabria, senza tuttavia scendere in campo e il 27 novembre firma fino al termine della stagione nell'A1 Ethniki al KAE Apollon Patrasso (10,53 punti di media). La stagione successiva è in Ungheria, prima con il Körmend (11,40 punti in campionato e 11,33 punti in 6 partite in Europe Cup) e poi con il Jászberényi KSE (17,31 punti), mentre il 15 settembre 2017 si trasferisce in Bielorussia, nel Cmoki Minsk, con cui vince coppa e campionato, giocando a 11,38 punti di media in tutte le competizioni. Il 2 settembre 2019 firma per la stagione al Maccabi Rishon LeZion B.C. in Israele, ma dopo una sola partita il 16 ottobre lascia la squadra. Il 25 novembre annuncia il suo ritiro.

## Nazionale
Partecipa alle Qualificazioni al Campionato mondiale maschile di pallacanestro 2019 con la maglia della Bielorussia, con la quale però non accede al secondo turno. Il 26 febbraio 2018 segna 25 punti nella vittoria sulla Slovenia per 93-92.

## Statistiche

### Cronologia presenze e punti in nazionale
| Cronologia completa delle presenze e dei punti in Nazionale - Bielorussia | Cronologia completa delle presenze e dei punti in Nazionale - Bielorussia | Cronologia completa delle presenze e dei punti in Nazionale - Bielorussia | Cronologia completa delle presenze e dei punti in Nazionale - Bielorussia | Cronologia completa delle presenze e dei punti in Nazionale - Bielorussia | Cronologia completa delle presenze e dei punti in Nazionale - Bielorussia | Cronologia completa delle presenze e dei punti in Nazionale - Bielorussia | Cronologia completa delle presenze e dei punti in Nazionale - Bielorussia |
| Data                                                                      | Città                                                                     | In casa                                                                   | Risultato                                                                 | Ospiti                                                                    | Competizione                                                              | Punti                                                                     | Note                                                                      |
| ------------------------------------------------------------------------- | ------------------------------------------------------------------------- | ------------------------------------------------------------------------- | ------------------------------------------------------------------------- | ------------------------------------------------------------------------- | ------------------------------------------------------------------------- | ------------------------------------------------------------------------- | ------------------------------------------------------------------------- |
| 23/02/2018                                                                | Minsk                                                                     | Bielorussia                                                               | 82 - 84                                                                   | Spagna                                                                    | Qual. Mondiali 2019                                                       | 9                                                                         | [ 10 ]                                                                    |
| 26/02/2018                                                                | Minsk                                                                     | Bielorussia                                                               | 93 - 92                                                                   | Slovenia                                                                  | Qual. Mondiali 2019                                                       | 25                                                                        | [ 11 ]                                                                    |
| 28/06/2018                                                                | Nikšić                                                                    | Montenegro                                                                | 80 - 69                                                                   | Bielorussia                                                               | Qual. Mondiali 2019                                                       | 12                                                                        | [ 12 ]                                                                    |
| 01/07/2018                                                                | Malaga                                                                    | Spagna                                                                    | 80 - 60                                                                   | Bielorussia                                                               | Qual. Mondiali 2019                                                       | 18                                                                        | [ 13 ]                                                                    |
| 29/11/2018                                                                | Uppsala                                                                   | Svezia                                                                    | 87 - 59                                                                   | Bielorussia                                                               | Qual. Euro 2021                                                           | 13                                                                        | [ 14 ]                                                                    |
| 02/12/2018                                                                | Næstved                                                                   | Danimarca                                                                 | 79 - 84                                                                   | Bielorussia                                                               | Qual. Euro 2021                                                           | 11                                                                        | [ 15 ]                                                                    |
| 24/02/2019                                                                | Minsk                                                                     | Bielorussia                                                               | 73 - 60                                                                   | Svezia                                                                    | Qual. Euro 2021                                                           | 13                                                                        | [ 16 ]                                                                    |
| Totale                                                                    |                                                                           | Presenze                                                                  | 7                                                                         |                                                                           | Punti                                                                     | 101                                                                       |                                                                           |

## Palmarès
- Vyššaja Liga: 1

Cmoki Minsk: 2017-18
- Coppa di Bielorussia: 1

Cmoki Minsk: 2018